# Midori no Tō
Die Midori no Tō (jap. 緑の党, „Grüne Partei“, engl. Greens Japan) ist eine grüne politische Partei in Japan – im rechtlichen Sinne handelt es sich um eine „politische Vereinigung“ (seiji dantai), keine Partei, da sie nicht im nationalen Parlament vertreten oder bei nationalen Wahlen angetreten ist.
Die Midori no Tō entstand im Juli 2012 als Nachfolger von Midori no Mirai und verfügt über einzelne Mitglieder in Präfekturparlamenten und auf kommunaler Ebene. Eine ehemalige Kovorsitzende von Midori no Mirai, Kazumi Inamura, wurde 2010 zur Bürgermeisterin der kreisfreien Stadt Amagasaki in der Präfektur Hyōgo gewählt.
Den Parteivorsitz der Midori no Tō teilen sich Hitoshi Nakayama, Stadtrat in Niigata (Präfektur Niigata), Nao Suguro, Stadtrat in Suginami (Präfektur Tokio), Masaru Kōsaka und Uiko Hasegawa.

## Geschichte
Die Midori no Mirai (みどりの未来; dt. „Grüne Zukunft“; engl. Greens Japan) entstand am 22. November 2008 durch den Zusammenschluss von Midori no Table (みどりのテーブル, midori no tēburu, dt. „grüner Tisch“, engl. Japan Greens) und Niji to Midori (虹と緑, dt. „Regenbogen und Grün“, engl. Rainbow and Greens) und ist Mitglied der Global Greens.
Vorläufer des „Grünen Tischs“ war Midori no Kaigi (みどりの会議, dt. „Grüne Konferenz“, engl. Japan Greens), die durch Atsuo Nakamura bis 2004 im Oberhaus vertreten war. Sie war 2002 als Nachfolger der Sakigake, einer eher konservativen, ökologisch orientierten LDP-Abspaltung entstanden. Niji to Midori war ein 1998 gegründeter Zusammenschluss von ökologisch orientierten Präfektur- und Kommunalpolitikern, der sich teilweise an die globalisierungskritische, kommunistisch beeinflusste Jichi Rentai Ecology o mezasu Seiji Group Sōsei (自治・連帯・エコロジーをめざす政治グループ・蒼生, dt. etwa „politische Bewegung für Selbstverwaltung, Solidarität und Ökologie ‚Die Massen‘“, Herausgeber der Zeitschrift Glocal) anlehnte.

### Neugründung 2012
Um sich auf einen geplanten Vorstoß in die nationale Politik bei der im Herbst 2012 erwarteten, spätestens 2013 fälligen Unterhauswahl und der Oberhauswahl im Sommer 2013 vorzubereiten, löste sich die Midori no Mirai zum 28. Juli 2012 auf und gründete die Midori no Tō, wobei rund 1.000 Parteimitglieder übernommen wurden. Für die Sangiin-Wahl 2013 will die Midori no Tō im November 2012 zehn Kandidaten aufstellen, die zur Hälfte in Vorwahlen von den Mitgliedern bestimmt werden sollen.
Kernziele der Partei sind der Ersatz von Atomenergie durch erneuerbare Energien und die Reduzierung des CO2-Ausstoßes, daneben ein Exportverbot von Atomenergietechnologien und die Ablehnung von Aufnahmeverhandlungen in die Transpazifische strategische wirtschaftliche Partnerschaft.
Die Partei will ihre Zusammenarbeit mit Bürgerinitiativen und Nichtregierungsorganisationen und mit internationalen grünen Parteien intensivieren, internationale Gäste beim Gründungsparteitag waren die Abgeordnete Bärbel Höhn aus Deutschland, Senator Scott Ludlam aus Australien und Sinan Mavivo aus der Republik China.
Für die Unterhauswahl im Dezember 2012 stellte die Midori no Tō angesichts der hohen Kosten schon für die Kandidatennominierung (siehe Shūgiin#Zusammensetzung und Wahl) keine eigenen Kandidaten auf, gab aber eine Wahlempfehlung in einzelnen Wahlkreisen ab.